# Tarzan the Magnificent
Tarzan the Magnificent è un romanzo scritto da Edgar Rice Burroughs, il ventunesimo del Ciclo di Tarzan.

## Storia
Fu pubblicato in origine come due storie separate a puntate in due diverse riviste pulp: Tarzan and the Magic Men su Argosy dal settembre all'ottobre 1936 e Tarzan and the Elephant Men su Blue Book dal novembre 1937 al gennaio 1938. Le due storie sono state combinate sotto il titolo comune di Tarzan the Magnificent nella sua prima edizione come libro, pubblicata nel 1939 dalla Edgar Rice Burroughs, Inc.
È inedito in italiano.
Nell'ordine di scrittura, questo libro segue Tarzan's Quest e precede Tarzan e la città vietata. Nell'ordine di pubblicazione dei libri, è collocato fra Tarzan e la città vietata e Tarzan and the Foreign Legion.
La trama del romanzo non appare dissimile al film del 1960 dall'omonimo titolo Tarzan il magnifico.

## Trama
Tarzan incontra una razza perduta dotata di incredibili poteri mentali, dopo di che torna a visitare le città dimenticate di Cathne e Athne (precedentemente visitate nel romanzo Tarzan e la città d'oro). Come sempre, egli è accompagnato dal capo indigeno Muviro e dai suoi fedeli guerrieri Waziri.

## Copyright
Il copyright per questa storia è scaduto in Australia, e per questo è ora lì di pubblico dominio. Il testo è disponibile attraverso il Progetto Gutenberg.